# David Njoku
David Njoku (* 10. Juli 1996 in Cedar Grove, New Jersey) ist ein US-amerikanischer American-Football-Spieler auf der Position des Tight Ends. Er spielt für die Cleveland Browns in der National Football League (NFL).

## Leben
Njoku wuchs in einer Großfamilie mit drei Brüdern und fünf Schwestern als Sohn nigerianischer Einwanderer auf. Seine Eltern waren Innocent und Stella Njoku. Vor seinem Umzug in die USA war sein Vater Eigentümer der Trans Atlantic Airlines in Nigeria, Stella leitete in Nigeria ein Bekleidungsgeschäft. 2022 finanzierte David ein Brunnenprojekt in seinem nigerianischen Heimatdorf.

## College
David ließ schon früh sportliches Talent erkennen und zeigte in der Highschool auch als Leichtathlet herausragende Leistungen. Er besuchte die University of Miami und lief 2015 und 2016 für deren Mannschaft, die Hurricanes, sowohl als Wide Receiver als auch als Tight End auf, wobei ihm in 25 Spielen neun Touchdowns gelangen.

## NFL
Er wurde beim NFL Draft 2017 in der ersten Runde als insgesamt 29. Spieler von den Cleveland Browns ausgewählt und erhielt einen Vierjahresvertrag in Höhe von 9,52 Millionen US-Dollar. Njoku konnte sich sofort etablieren und bestritt bereits in seiner Rookie-Saison alle Partien, fünf davon als Starter. Mit vier Touchdowns war er in der für die Browns sehr enttäuschenden Spielzeit, in der alle Partien verloren gingen, der erfolgreichste Passempfänger des Teams.
2018 erhielt er daher mehr Spielzeit, lief in 14 Spielen als Starter auf. Wiederum gelangen ihm vier Touchdowns.
In der Saison 2019 zog sich David Njoku eine Handgelenksverletzung zu und wurde auf die Injured Reserve List gesetzt. Er bestritt lediglich vier Spiele, in denen er fünf Pässe für 41 Yards und einen Touchdown verzeichnete. 2020 wurde er in 13 Spielen eingesetzt, davon fünf Mal als Starter, und fing 19 Pässe für 213 Yards und einen Touchdown.
In Woche 5 der Saison 2021 verzeichnete Njoku mit 149 Receiving Yards einen neuen Karrierebestwert. Außerdem erzielte er einen 71-Yards-Touchdown nach Pass von Baker Mayfield. Am Ende der Saison hatte er die meisten Receiving Touchdowns seines Teams erzielt (4).
Im März 2022 vergaben die Browns den Franchise Tag an Njoku. Im Mai einigte man sich auf eine Vertragsverlängerung über vier Jahre und 56,75 Millionen US-Dollar, davon 28 Millionen garantiert.
Am 27. November 2022, in Woche 12, führte David Njoku sein Team gegen die Tampa Bay Buccaneers mit einem spektakulären einhändigen Touchdownfang in die Overtime, die anschließend mit 23:17 gewonnen wurde. Er wurde in dieser Saison in insgesamt 14 Spielen eingesetzt, jedes Mal als Starter, und fing 58 Pässe für 628 Yards und vier Touchdowns.
Die Saison 2023 wurde die bis zu diesem Zeitpunkt erfolgreichste in der NFL-Karriere David Njokus, obgleich er sich vor dem Spiel gegen die Baltimore Ravens in Woche 4 bei einem Lagerfeuer zu Hause Verbrennungen zweiten Grades im Gesicht und am Körper zugezogen hatte, bei der nach Aussage seines Arztes 17 % der Körperfläche verbrannt worden waren. Er stand gegen die Ravens dennoch in der Startaufstellung und hatte 6 Catches für 46 Yards. Am Ende der Saison standen 81 Passfänge für 882 Yards Raumgewinn, sechs Touchdowns und die erstmalige Nominierung für den Pro Bowl zu Buche.
Wegen diverser Verletzungen verpasste Njoku 2024 mehrere Spiele. Er kam in dieser Spielzeit lediglich auf 11 Spiele (alle als Starter) und 505 Yards. Dabei erzielte er 5 Touchdowns. Seine 7,9 Yards pro Reception waren der bis dahin niedrigste Wert seiner Karriere.

### NFL-Statistiken
| Saison                             | Team   | Spiele | Spiele | Receiving | Receiving | Receiving | Receiving | Receiving | Fumbles | Fumbles |
| Saison                             | Team   | GP     | GS     | Rec       | Yds       | Avg       | Lng       | TD        | Fum     | Lost    |
| ---------------------------------- | ------ | ------ | ------ | --------- | --------- | --------- | --------- | --------- | ------- | ------- |
| 2017                               | Browns | 16     | 5      | 32        | 386       | 12,1      | 34        | 4         | 0       | 0       |
| 2018                               | Browns | 16     | 14     | 56        | 639       | 11,4      | 66        | 4         | 0       | 0       |
| 2019                               | Browns | 4      | 1      | 5         | 41        | 8,2       | 18        | 1         | 0       | 0       |
| 2020                               | Browns | 13     | 5      | 19        | 213       | 11,2      | 28        | 2         | 0       | 0       |
| 2021                               | Browns | 16     | 11     | 36        | 475       | 13,2      | 71        | 4         | 0       | 0       |
| 2022                               | Browns | 14     | 14     | 58        | 628       | 10,8      | 38        | 4         | 1       | 1       |
| 2023                               | Browns | 16     | 16     | 81        | 882       | 10,9      | 43        | 6         | 2       | 2       |
| 2024                               | Browns | 11     | 11     | 64        | 505       | 7,9       | 29        | 5         | 0       | 0       |
| Total                              | Total  | 106    | 77     | 351       | 3769      | 10,7      | 71        | 30        | 3       | 3       |
| Quelle: pro-football-reference.com |        |        |        |           |           |           |           |           |         |         |